# بانک آلند
بانک آلند (سوئدی: Ålandsbanken) شرکت خدمات مالی و بانکداری فنلاندی است، که در سال ۱۹۱۹ تأسیس شد.